# Мара Лакић
Мара Лекић Брчаниновић (Градачац 18. август 1963) је некадашња југословенска и босанскохерцеговачка кошаркашица, а сада се бави тренерским послом. Играла је на позицији бека и била је члан Женске кошаркашке репрезентације Југославије и Босне и Херцеговине.

## Каријера
Прве кошаркашке кораке је направила у Основној школи "Петар Кочић". Највећи део своје каријере је провела у Јединство Аиди у Тузли где је отишла са свега 14 година. Са Јединством је дошла и до титуле првака Југославије 1988. године. Након тога је играла у иностранству: Швајцарској, Италији, Турској и Немачкој. Професионалну каријеру је завршила 1998. године.

### Репрезентација
Била је незаменљив члан репрезентације Југославије на неколико такмичења. Свакако је најзначајније освајање сребрне медаље на Олимпијским играма у Сеулу 1988. године. Освојила је још две сребрне медаље на Светском првенству 1990. као и Европском 1991. године.
Након распада Југославије играла је за репрезентацију Босне и Херцеговине са којом је освојила златну медаљу на Медитеранским играма 1993. године.

### Тренерска каријера
После завршетка играчке каријере посветила се породици. Али након паузе од 11 година поново се враћа кошарци. Овога пута у тренерске воде. Селекторка је младе женске репрезентације Босне и Херцеговине.